# Gentianella lowndesii
Gentianella lowndesii är en gentianaväxtart som beskrevs av H. Smith. Gentianella lowndesii ingår i släktet gentianellor, och familjen gentianaväxter. Inga underarter finns listade i Catalogue of Life.